# Chung Nam-sik
Chung Nam-sik (정남식?, 鄭南湜?; Gimje, 16 febbraio 1917 – 5 aprile 2005) è stato un allenatore di calcio e calciatore sudcoreano, di ruolo attaccante.

## Carriera
Prese parte con la Nazionale sudcoreana ai Giochi Olimpici del 1948 e ai Mondiali del 1954.

## Statistiche

### Cronologia presenze e reti in Nazionale
| Cronologia completa delle presenze e delle reti in nazionale ― Corea del Sud | Cronologia completa delle presenze e delle reti in nazionale ― Corea del Sud | Cronologia completa delle presenze e delle reti in nazionale ― Corea del Sud | Cronologia completa delle presenze e delle reti in nazionale ― Corea del Sud | Cronologia completa delle presenze e delle reti in nazionale ― Corea del Sud | Cronologia completa delle presenze e delle reti in nazionale ― Corea del Sud | Cronologia completa delle presenze e delle reti in nazionale ― Corea del Sud | Cronologia completa delle presenze e delle reti in nazionale ― Corea del Sud |
| Data                                                                         | Città                                                                        | In casa                                                                      | Risultato                                                                    | Ospiti                                                                       | Competizione                                                                 | Reti                                                                         | Note                                                                         |
| ---------------------------------------------------------------------------- | ---------------------------------------------------------------------------- | ---------------------------------------------------------------------------- | ---------------------------------------------------------------------------- | ---------------------------------------------------------------------------- | ---------------------------------------------------------------------------- | ---------------------------------------------------------------------------- | ---------------------------------------------------------------------------- |
| 2-8-1948                                                                     | Londra                                                                       | Corea del Sud                                                                | 5 – 3                                                                        | Messico                                                                      | Olimpiadi 1948                                                               | 1                                                                            |                                                                              |
| 6-8-1948                                                                     | Londra                                                                       | Svezia                                                                       | 12 – 0                                                                       | Corea del Sud                                                                | Olimpiadi 1948                                                               | -                                                                            |                                                                              |
| 2-1-1949                                                                     | Hong Kong                                                                    | Corea del Sud                                                                | 2 – 3                                                                        | Repubblica di Cina                                                           | Amichevole                                                                   | -                                                                            |                                                                              |
| 11-4-1953                                                                    | Singapore                                                                    | Singapore                                                                    | 1 – 3                                                                        | Corea del Sud                                                                | Amichevole                                                                   | -                                                                            |                                                                              |
| 19-4-1953                                                                    | Singapore                                                                    | Singapore                                                                    | 0 – 0                                                                        | Corea del Sud                                                                | Amichevole                                                                   | 1                                                                            |                                                                              |
| 24-4-1953                                                                    | Singapore                                                                    | Singapore                                                                    | 0 – 0                                                                        | Corea del Sud                                                                | Amichevole                                                                   | -                                                                            |                                                                              |
| 30-4-1953                                                                    | Singapore                                                                    | Indonesia                                                                    | 1 – 3                                                                        | Corea del Sud                                                                | Amichevole                                                                   | 1                                                                            |                                                                              |
| 7-3-1954                                                                     | Tokyo                                                                        | Giappone                                                                     | 1 – 5                                                                        | Corea del Sud                                                                | Qual. Mondiali 1954                                                          | 2                                                                            |                                                                              |
| 14-3-1954                                                                    | Tokyo                                                                        | Corea del Sud                                                                | 2 – 2                                                                        | Giappone                                                                     | Qual. Mondiali 1954                                                          | 1                                                                            |                                                                              |
| 2-5-1954                                                                     | Manila                                                                       | Hong Kong                                                                    | 3 – 3                                                                        | Corea del Sud                                                                | Giochi asiatici 1954                                                         | -                                                                            |                                                                              |
| 4-5-1954                                                                     | Manila                                                                       | Corea del Sud                                                                | 8 – 2                                                                        | Afghanistan                                                                  | Giochi asiatici 1954                                                         | 1                                                                            |                                                                              |
| 7-5-1954                                                                     | Manila                                                                       | Birmania                                                                     | 2 – 2                                                                        | Corea del Sud                                                                | Giochi asiatici 1954                                                         | -                                                                            |                                                                              |
| 8-5-1954                                                                     | Manila                                                                       | Taiwan                                                                       | 5 – 2                                                                        | Corea del Sud                                                                | Giochi asiatici 1954                                                         | -                                                                            |                                                                              |
| 17-6-1954                                                                    | Zurigo                                                                       | Ungheria                                                                     | 9 – 0                                                                        | Corea del Sud                                                                | Mondiali 1954 - 1º turno                                                     | -                                                                            |                                                                              |
| Totale                                                                       |                                                                              | Presenze                                                                     | 14                                                                           |                                                                              | Reti                                                                         | 7                                                                            |                                                                              |